# ダニエル・シックス
ダニエル・シックス（Daniel Six、1620年12月1日、ミデルブルフ生 - 1674年11月5日、バタヴィア没）は、オランダ東インド会社の社員で第35代および37代のオランダ商館長。

## 経歴
シックスはオランダ領台湾において、ゼーランディア城の責任者を務め、1662年に行政長官のフレデリック・コイエットが鄭成功に敗れて追放されたため、ほぼ台湾全域に責任を持つこととなった。1663年から1665年にかけてはビルマ商館長としてアラカン王国に駐在したが、商館は1665年に閉鎖された。続いて、出島のオランダ商館長を2度にわたって務めている。一度目は1666年10月18日から翌年11月6日までであり、二度目は1668年10月25日から翌年10月14日までであった。最初の出島商館長を勤めた後には台湾に渡ったが、そこに駐在した最後のオランダ人の一人となった。
シックスが次期商館長として出島に到着してまもなくの1666年9月、奇妙な服装をした8人のヨーロッパ人が五島列島に漂着したという驚くべき報告が届いた。やがて、この一行は朝鮮に13年間幽閉されていたヘンドリック・ハメルと彼の部下7人であることが判明した。ハメルらは朝鮮での経験を日本の役人に詳しく聞かれた。出島商館長であったウィレム・ボルガーと、シックスは、未だに朝鮮に捕らえられている8人のオランダ人の解放交渉を幕府に願い出た。対馬藩を通じて行われた交渉は成功し、残りのオランダ人は1668年9月に出島に到着した。1669年4月8日、一行はバタヴィアに戻ることが出来た。ハメルは朝鮮での経験を本として出版したが、これはその後200年の間、朝鮮に関する唯一の情報であった。
シックスは将軍徳川家綱に2度拝謁しているが、最初の謁見時に薬草と蒸留器に関する知識があるものを派遣するように依頼されている。これは、幕府の財政事情が悪化してきたために、高額な薬剤をオランダから購入するのではなく、国産化を目指したためであった。シックスが2度目の商館長として着任した直後にも、同様の依頼が長崎奉行よりなされた。東インド会社は幕府との良好な関係を維持するためにこの要求に応えることとした。1668年には乾燥薬草、1670年には苗と種子が送られた。ガラス製の蒸留器はオランダ本国から取り寄せられ、1671年に到着した。その指導を行う薬剤師もバタヴィアからゴッドフリート・ヘック、フランス・ブラウンが派遣された。結果、1672年には日本人だけで丁子油などを蒸留抽出できるようになった。長崎での薬草現地調査も行われ、その結果は『阿蘭陀草花鏡図』として現存している。なお、1668年にはバシリウス・ベスラーの『アイヒシュテット庭園植物誌』（Hortus Eystettensis）も幕府に送られているが、原文がラテン語であったため、ヘック・ブラウン等も翻訳できなかったようである。さらに1674年にはオランダ本国からも医師、植物学者、薬学者であるウィルレム・テン・ライネが派遣された。

## その他
シックスは1649年にバタヴィアでサラ・ヴィルダー（Sara Gerritsdr Wilder）と結婚しており、1655年には台湾において娘のジョアンナが生まれている。

## 参考資料
1. ↑  http://www.reocities.com/arma_za/VOCmedals.html
2. ↑   't verwaerloosde Formosa,
3. ↑  Japan and the Dutch, 1600-1853 door Grant Kohn Goodman
4. ↑  http://www.dbnl.org/tekst/molh003nieu08_01/molh003nieu08_01-x11.pdf
5. ↑  『朝鮮幽囚記』生田滋訳、平凡社〈東洋文庫〉、1969年、ISBN 978-4582801323。
6. ↑  http://wolfgangmichel.web.fc2.com/publ/aufs/72/72.htm%5B%5D
7. ↑  ヴォルフガング・ミヒェル著シーボルト記念館所蔵の「阿蘭陀草花鏡図」とその背景について 『鳴滝紀要』、第17号、9～38頁、2007年3月
8. ↑  http://www.dutchburgherunion.org/journals/vol_1_10/JDBU%20-%20Vol%202%20No%203%20-%201909%281%29.pdf%5B%5D

| 先代 ウィレム・ボルガー         | オランダ商館長（第35代） 1666年10月18日－1667年11月6日  | 次代 コンスタンティン・ランスト |
| 先代 コンスタンティン・ランスト | オランダ商館長（第37代） 1668年10月25日－1669年10月14日 | 次代 フランソワ・デ・ハース     |